# Jurandir (1913–1972)
Jurandir, właśc. Jurandir Correia dos Santos (ur. 26 kwietnia 1913 w São Paulo, zm. 4 marca 1972 tamże) – piłkarz brazylijski grający na pozycji bramkarza.

## Kariera klubowa
Jurandir karierę piłkarską rozpoczął w 1930 roku w klubie São Bento São Paulo, w którym grał do 1933. Następnym etapem były krótkie epizody w São Paulo FC oraz Fluminense FC. Lata 1935–1939 Jurandir spędził w SE Palmeiras. Z klubem z São Paulo zdobył mistrzostwo Stanu São Paulo – Campeonato Paulista w 1936. Z Palmeiras wyjechał do Argentyny, gdzie grał w Ferro Carril Oeste i Gimnasia y Esgrima La Plata. W 1942 przeszedł do CR Flamengo, w którym grał do 1946 roku. Z Flamengo trzykrotnie zdobył mistrzostwo Stanu Rio de Janeiro – Campeonato Carioca w 1942, 1943, 1944 roku. Po krótkim epizodzie w Corinthians Paulista w 1946, karierę Jurandyr zakończył w Comercial FC, gdzie grał w latach 1947–1948.

## Kariera reprezentacyjna
3 stycznia 1937 roku Jurandir zadebiutował w reprezentacji Brazylii w meczu z reprezentacją Chile podczas Copa América 1937. Brazylia na Copa América 1937 zajęła trzecie miejsce. Ostatni w barwach canarinhos zagrał 14 maja 1944 w towarzyskim meczu z reprezentacją Urugwaju. Ogółem w latach 1937–1944 rozegrał w reprezentacji 8 spotkań.